# Pandzsír-konfliktus
A Pandzsír-konfliktus az összeomlott Afganisztáni Iszlám Köztársaság és az Afganisztáni Iszlamista Emírség között zajlik. Az utóbbit a tálibok irányítják. 2021. augusztus 17-én kezdődött Kabul ostromát követően.
A harcok a tálib erők győzelmével végződtek, már csak kis helyi ellenállási gócok maradtak. A felkelők vezetői valószínűleg Tádzsikisztánba menekültek.

## Háttér
A Pandzsír-völgy, amely lényegében megegyezik Pandzsír tartománnyal, felett az Afganisztáni Iszlám Köztársaságnak de facto hatalma van, és a The Week szerint 2021 augusztusára ez az egyetlen tartomány, amely nincs tálib kezekben.
A Pandzsír-völgy lakossága nagyrészt tádzsikokból áll, a tálibok zöme viszont pastu.
A völgy ismert jó védhetőségéről, természeti adottságai miatt. A Hindukus hegyekkel körülvett terület soha nem került tartósan a szovjetek kezére az 1980-as évekbeli megszállás alatt sem. A tálibok sem tudták 1996-os hatalomátvételük után elfoglalni.
2021. augusztus 17-én Amrulla Száleh — az afgán alkotmány alapján — kinevezte magát Afganisztán elnökének a Pandzsír-völgyből, és megígérte, hogy folytatni fogja az ellenállást a tálibok ellen. Támogatta kinevezését Ahmed Masszúd, Biszmilla Hán (az Afganisztáni Iszlám Köztársaság védelmi minisztere) és a dusanbei afgán nagykövetség is. Az afgán nemzeti hadsereg fennmaradt katonái elkezdtek a völgyben gyülekezni, civilekkel együtt.
2021. augusztus 23-án Masszúd kapcsolatba lépett meg nem nevezett amerikai hivatalnokokkal.

## A szembenálló erők

### Afganisztáni Iszlám Köztársaság és a tálibellenes erők

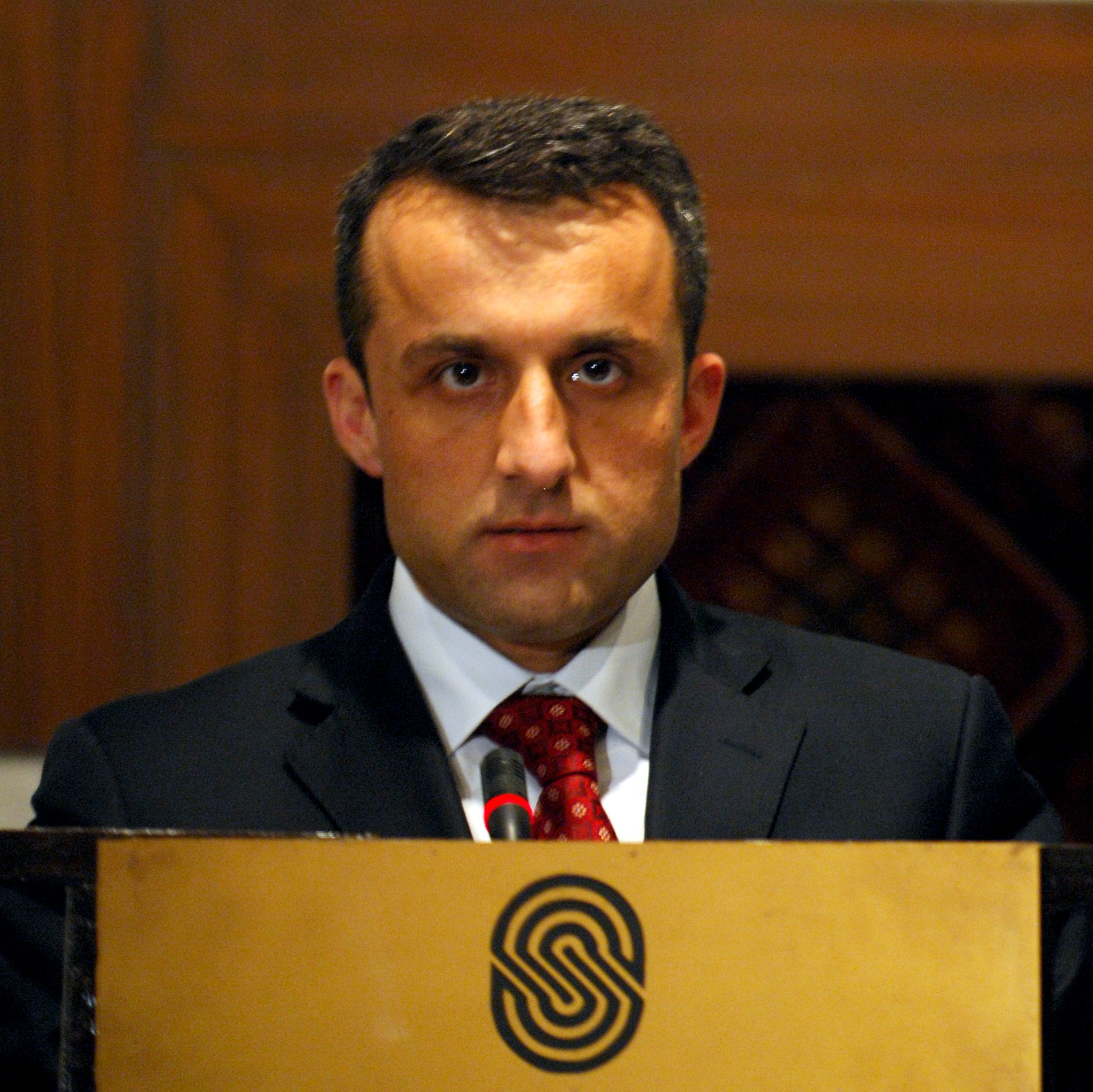
Amrulla Száleh

Kabul ostroma előtt a pandzsír-völgyiek elkezdték a katonai felszerelések – pl. helikopterek és járművek – áthelyezését a főváros környékéről a Pandzsír-völgybe. Itt csatlakoztak hozzájuk az afgán hadsereg olyan  parancsnokai és katonái, akik korábban Baglán tartományban gyűltek össze menekülésüket követően. Orosz számítások szerint a tálibellenes erők augusztus közepén 7000 embert számláltak. Más becslések alapján minimálisan 2000, legfeljebb 10.000 harcosuk lehet. 2021. augusztus 22-én Ahmed Masszúd kijelentette, hogy nagyjából 9000 katonával rendelkeznek és pár Humwee katonai terepjáróval.

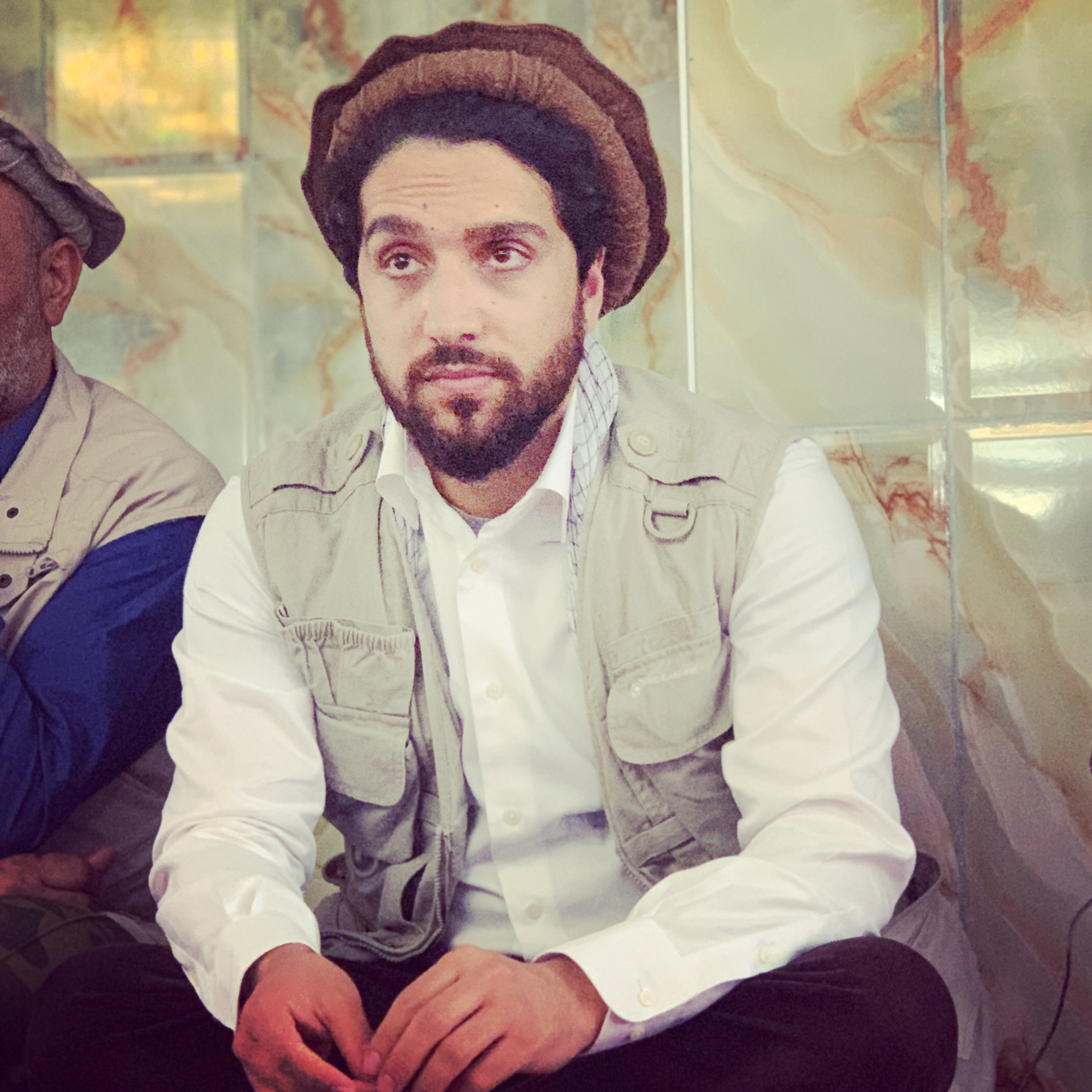
Ahmed Masszúd

Van különbség Masszúd és Amrulla Száleh között. Masszúd jó kapcsolatban volt Pakisztánnal, amely sokáig a tálibok hátországának számított, míg Száleh Pakisztán- és tálibellenes. Így Masszúd hajlandó megegyezésre jutni a tálibokkal, míg Száleh kevésbé. Augusztus 22-én az ellenállás bejelentette, hogy több helyi milícia is elkezdett egyedül küzdeni a tálibok ellen, a pandzsíriaiktól függetlenül. Jasin Zia szerint az ellenállás öt helikopterhez is hozzájutott, amelyeket korábban az afgán hadsereg használt.
2021. augusztus 23-án BM-21 Grad sorozatvetők is az ellenállás kezére kerültek.

### Afganisztáni Iszlamista Emírség
Az amerikai Terrorizmus Elleni Központ szerint a tálibok 60 ezer fővel és 200 ezer támogatóval rendelkeztek Kabul elfoglalása előtt. Az afgán területek gyors megszerzése után a tálibok sok katonai eszközt szereztek, többek között járműveket és helikoptereket is.

## Idővonal

### Pandzsír tartomány
2021. augusztus 17-én a Pandzsír-völgy minden oldala ostrom alatt állt, de közvetlen támadások még nem érték. 2021. augusztus 22-re Ahmed Masszúd hadserege főként Pandzsír megvédésére koncentrált.
2021. augusztus 22-én az iszlamista emírség négy órát adott az ellenállóknak, hogy megadják magukat. Az al-Arábijának adott interjúban Masszúd elutasította az ultimátumot. Ennek eredményeként a tálibok bejelentették, hogy több száz katonát küldenek a völgybe. 2021. augusztus 23-án megbeszélések történtek a tálibok és a pandzsír vezetők között, de sikertelenek voltak. Ali Majszam Nazári, az ellenállás szóvivője azt mondta, hogy a tálibok olyan feltételeket szabtak, mint egy központi kormány, habár választások nélkül kerültek hatalomra. Ezeket a feltételeket a pandzsír képviselő elutasította, mert egy olyan hatalmat szeretett volna, amely tiszteli az autonómiát és a polgári jogokat.
2021. augusztus 22-én egy ismeretlen tálib szóvivő azt nyilatkozta, hogy „több száz mudzsáhid tart a Pandzsír-völgy felé, hogy irányításuk alá vegyék, miután helyi hivatalnokok elutasították a békés átadást.”

### Parvan tartomány

A régi, tálib-ellenes Északi Szövetség zászlaja.

2021. augusztus 18-án Parván tartományból hírek jöttek, hogy Száleh csapatai átvették Csarikárt a táliboktól. Ezek mellett a Szálang-hágó közelében is voltak harcok. A következő nap megjelentek videók, amelyben szerepeltek a régi, tálibellenes Északi Szövetség zászlói.

### Baglán tartomány
2021. augusztus 20-án tálib-ellenes katonák visszaszerezték Andarabot, Pulihilszárt és Diszalát. A tálibok azt nyilatkozták, hogy 15 harcosuk halt meg a küzdelemben, más információk szerint 60. A három körzetben lázadások voltak, amelyeket a helyi rendőrfőnökök vezettek a tálibok ellen. Biszmilla Hán bejelentette a körzet sikeres visszafoglalását Twitteren.
A pandzsír ellenállás később megerősítette részvételüket a bagláni történésekben, és bejelentették, hogy terveznek megszerezni egy északi autópályát, amellyel kapcsolatba léphetnének Üzbegisztánnal és Tádzsikisztánnal. A tálibok az általuk ajánlott amnesztia elárulásának nevezték az ellenállást. 2021. augusztus 22-én tálib harcosokat küldtek Kesnabádba és Andarabba, hogy raboljanak el kisgyerekeket, akik a tálibellenes erők gyermekei voltak.
2021. augusztus 23-án a tálibok azt nyilatkozták, hogy visszafoglaltak három körzetet Pandzsír tartományban. Egy tálib körzetfőnököt megöltek a harcok alatt.
2021. augusztus 24-én a Pandzsír ellenállás elfoglalta Banut és Diszalát.

## Tárgyalások
2021 augusztusában megpróbáltak megegyezni egy békében, amelyet főként Száleh szeretett volna. Augusztus 18-án Mohammad Zahir Agbár, az Afganisztáni Iszlám Köztársaság tádzsikisztáni nagykövete elmondta, hogy lehetséges lesz egy koalíciós kormány létrehozása a tálibokkal, a harcok befejezésére.
2021. augusztus 21-én bejelentették, hogy pandzsír képviselők találkoztak Abdulla Abdullával és Hamid Karzai-jal, hogy beszéljenek a jelenlegi helyzetről, és biztonságos helyzetet teremtsenek az afgán nép számára.
2021. augusztus 22-én az afganisztáni orosz nagykövetséget felkérte egy tálib képviselő, hogy lépjenek kapcsolatba a pandzsír vezetőkkel, hogy üljenek le tárgyalni. Ezzel egyidőben az ellenállás egyik szóvivője, Ali Majszam Nazári, elmondta, hogy Ahmed Masszúd békés megoldást keres, olyan feltételekkel, hogy nem lesz központosított kormány és egyenlő jogok jutnak mindenkinek az országban. 2021. augusztus 23-án Zabihulla Mudzsahíd tálib szóvivő azt nyilatkozta, hogy újabb katonákat küldenek a völgybe, de nyitottak a békés megegyezésre.